# Hans-Joachim Meyer-Rienecker
Hans-Joachim Meyer-Rienecker (* 25. August 1930 in Berlin-Lichterfelde; † 22. Mai 2014 in Rostock) war ein deutscher Neurologe und Hochschullehrer.

## Leben
Nach einer Berufstätigkeit im Vermessungswesen holte Meyer-Rienecker 1954 sein Abitur nach und studierte anschließend bis 1960 Medizin an der Universität Rostock. Im selben Jahr wurde er promoviert. An der Rostocker Klinik für Neurologie und Psychiatrie durchlief er die Facharztausbildung und wurde 1966 zum Oberarzt ernannt. Leitender Oberarzt der Abteilung für Neurologie wurde er 1968. Meyer-Rienecker habilitierte sich 1969 mit einer Arbeit zur Liquordiagnostik bei entzündlichen Erkrankungen des Zentralen Nervensystems. 1978 wurde er zum außerordentlichen Professor ernannt. Als ordentlicher Professor für Neurologie leitete er als Nachfolger Johannes Sayks die neurologische Abteilung ab 1989. Meyer-Rienecker wurde 1992 auf eine C4-Professur berufen und 1995 emeritiert. Sein Nachfolger als Inhaber des Lehrstuhls für Neurologie wurde Reiner Benecke.

## Wirken
An dem von Johannes Sayk an der Rostocker Nervenklinik begründeten Labor für Liquordiagnostik, der führenden Einrichtung ihrer Art in der DDR, entwickelte Meyer-Rienecker u. a. mit Rose-Marie Olischer, die liquorchemische und -zytologische Methoden weiter und ergänzte neuroimmunologische Diagnostik.
Meyer-Rienecker war Ehrenmitglied der Deutschen Gesellschaft für Liquordiagnostik und klinische Neurochemie (DGLN). Er wurde 1980 mit dem Vaterländischen Verdienstorden in Silber ausgezeichnet.

## Veröffentlichungen (Auswahl)
- Zur Entwicklung der Neurologischen Abteilung in Rostock – Ein Beitrag zur Spezialisierung des Fachgebietes Neurologie. In: Psychiatrie, Neurologie, und medizinische Psychologie. 1983, Band 35, Nummer 9, S. 513–523.
- Erkrankungen des Nervensystems mit Autoimmungenese. In: Sönnichsen, Apostoloff (Hrsg.): Autoimmunkrankheiten. Gustav Fischer Verlag, Jena 1987, S. 512–557.
- mit Rose-Marie Olischer: Zur Befundbewertung in der Liquordiagnostik. In: Uwe K. Zettl, Reinhard Lehmitz, Eilhard Mix: Klinische Liquordiagnostik. Walter de Gruyter, 2005, ISBN 3-11-018169-X, S. 478–491.